# Općina Dubrava
Općina Dubrava är en stad i Kroatien.   Den ligger i länet Zagrebs län, i den nordöstra delen av landet, 40 km öster om huvudstaden Zagreb.